# Macrothemis hahneli
Macrothemis hahneli är en trollsländeart som beskrevs av Friedrich Ris 1913. Macrothemis hahneli ingår i släktet Macrothemis och familjen segeltrollsländor. IUCN kategoriserar arten globalt som livskraftig. Inga underarter finns listade i Catalogue of Life.